# Liste der denkmalgeschützten Objekte in Traiskirchen
Die Liste der denkmalgeschützten Objekte in Traiskirchen enthält die 29 denkmalgeschützten, unbeweglichen Objekte der Stadt Traiskirchen im niederösterreichischen Bezirk Baden.

## Denkmäler
| Foto |                 | Denkmal                                                                                                  | Standort                                                          | Beschreibung | Metadaten |
| ---- | --------------- | --- | ----------------------------------------------------------------- | --- | --- |
| ja   | Datei hochladen | Kath. Pfarrkirche Mariae Namen HERIS-ID: 65508 Objekt-ID: 78351                                          | Franz Broschek-Platz 11 Standort KG: Möllersdorf                  | Die Pfarrkirche in Möllersdorf wurde 1967/1968 nach Plänen von Carl Auböck gebaut. Ein großes Mosaik Christus in Emmaus und die Kreuzwegreliefs schuf 1967 Lydia Roppolt. | BDA-Hist.: Q22693073 Status: § 2a Stand der BDA-Liste: 2025-06-30 Name: Kath. Pfarrkirche Mariae Namen GstNr.: 13 Pfarrkirche Möllersdorf |
| ja   | Datei hochladen | Fundzone Hausbergfeld HERIS-ID: 112228 Objekt-ID: 130301                                                 | Hausbergfeld Standort KG: Möllersdorf                             | Keramikbruchstücke des 13. bis 15. Jahrhunderts, geborgen auf der Flur Hausbergfeld, deuten auf eine mittelalterliche Besiedlung hin. | BDA-Hist.: Q37829728 Status: Bescheid Stand der BDA-Liste: 2025-06-30 Name: Fundzone Hausbergfeld GstNr.: 1058/1, 1058/2, 1058/3, 1059/2, 1060, 1065, 1066, 1072/1, 1072/2, 1393 |
| ja   | Datei hochladen | Bildstock HERIS-ID: 65479 Objekt-ID: 78322                                                               | Karl Adlitzer-Straße 25 Standort KG: Möllersdorf                  | Der Bildstock trägt ein Bild des heiligen Fabian, dem Schutzheiligen von Möllersdorf. Der Bildstock wurde 1967 abgetragen und im Jahr 2007 von seinem Standplatz in Traiskirchen wieder an seinen ursprünglichen Platz gebracht.                                                                         | BDA-Hist.: Q38110516 Status: § 2a Stand der BDA-Liste: 2025-06-30 Name: Bildstock GstNr.: 1449/2 |
| ja   | Datei hochladen | Bildstock HERIS-ID: 65518 Objekt-ID: 78362                                                               | bei Karl Adlitzer-Straße 51-53 Standort KG: Möllersdorf           | Der Tabernakelbildstock trägt eine Steintafel mit der Aufschrift 1652. | BDA-Hist.: Q38110645 Status: § 2a Stand der BDA-Liste: 2025-06-30 Name: Bildstock GstNr.: 11/8 |
| ja   | Datei hochladen | Schloss Möllersdorf mit Kapelle HERIS-ID: 65509 Objekt-ID: 78352                                         | Karl Adlitzer-Straße 54a Standort KG: Möllersdorf                 | Eine erste Anlage wurde um 1690–1700 von Thomas Zachäus Czernin von und zu Chudenitz gebaut, kam 1780 in Staatsbesitz und wurde durch Joseph II. zu einer Kaserne umgebaut. Wurde in der Folge noch Militärspital, Strafanstalt und ab 1927 Wohngebäude.                                                 | BDA-Hist.: Q1421806 Status: § 2a Stand der BDA-Liste: 2025-06-30 Name: Schloss Möllersdorf mit Kapelle GstNr.: 6/41 Schlössl Möllersdorf |
| ja   | Datei hochladen | Stadtmuseum Traiskirchen HERIS-ID: 65504 Objekt-ID: 78347                                                | Wolfstraße 14–18d Standort KG: Möllersdorf                        | Die ehemalige Baumwollspinnerei der Vöslauer Kammgarnfabrik wurde 1824 errichtet und beherbergt heute das Stadtmuseum Traiskirchen, das auch ein Feuerwehrmuseum und ein Matadormuseum beherbergt. | BDA-Hist.: Q60879701 Status: § 2a Stand der BDA-Liste: 2025-06-30 Name: Fabriksanlage GstNr.: 23/15, .38/5 Vöslauer Kammgarnfabrik, Werk Möllersdorf |
| ja   | Datei hochladen | Flur-/Wegkapelle HERIS-ID: 65535 Objekt-ID: 78380                                                        | Triester Straße 43 Standort KG: Oeynhausen                        | Die Kapelle mit einer Rundbogennische trägt eine Gedenktafel aus dem Jahr 1825. Durch die Erhöhung der Triester Straße steht die Kapelle heute tiefer als das Umgebungsniveau. | BDA-Hist.: Q38110680 Status: § 2a Stand der BDA-Liste: 2025-06-30 Name: Flur-/Wegkapelle GstNr.: 56/1 |
| ja   | Datei hochladen | Kath. Filialkirche hl. Laurentius HERIS-ID: 65526 Objekt-ID: 78370                                       | Anton Kubernat-Straße 1 Standort KG: Oeynhausen                   | Die Filialkirche gehört zur Pfarre Oberwaltersdorf und war ursprünglich eine einfache Kapelle aus dem Jahr 1847. Sie wurde 1874 geweiht. Im Jahr 1964 wurde sie umgebaut und erweitert. | BDA-Hist.: Q38110663 Status: § 2a Stand der BDA-Liste: 2025-06-30 Name: Kath. Filialkirche hl. Laurentius GstNr.: .30/1 Pfarrkirche Oeynhausen |
| ja   | Datei hochladen | Dreifaltigkeitssäule HERIS-ID: 65457 Objekt-ID: 78296                                                    | Hauptplatz Standort KG: Traiskirchen                              | Die Dreifaltigkeitssäule wurde anlässlich einer Pestepidemie 1713 auf dem Hauptplatz errichtet. | BDA-Hist.: Q38110403 Status: § 2a Stand der BDA-Liste: 2025-06-30 Name: Dreifaltigkeitssäule GstNr.: 915/6 Pestsäule Traiskirchen |
| ja   | Datei hochladen | Kath. Filialkirche hl. Nikolaus HERIS-ID: 65453 Objekt-ID: 78284                                         | Hauptplatz 6 Standort KG: Traiskirchen                            | Der schlichte, frei stehender Bau auf dem Hauptplatz ist im Kern romanisch. Er hat einen vorgestellter Westturm mit steilem Pyramidenhelm von 1859. | BDA-Hist.: Q38110364 Status: § 2a Stand der BDA-Liste: 2025-06-30 Name: Kath. Filialkirche hl. Nikolaus GstNr.: .99/2 Saint Nicholas Church (Traiskirchen) |
| ja   | Datei hochladen | Evang. Pfarrkirche A. und H.B. HERIS-ID: 65458 Objekt-ID: 78297                                          | Otto Glöckel-Straße 16 Standort KG: Traiskirchen                  | Zentralbau unter einem Walmdach mit vorgestelltem Fassadenturm im Süden. 1913 nach Plänen der Architekten Siegfried Theiss und Hans Jaksch erbaut. | BDA-Hist.: Q38110413 Status: § 2a Stand der BDA-Liste: 2025-06-30 Name: Evang. Pfarrkirche A. und H.B. GstNr.: 768/83 Evangelische Pfarrkirche Traiskirchen |
| ja   | Datei hochladen | Maria-Hilf-Kapelle HERIS-ID: 65465 Objekt-ID: 78304                                                      | Pfaffstättner Straße Standort KG: Traiskirchen                    | Repräsentativer historisierender Bau von 1870 unter Satteldach. | BDA-Hist.: Q38110430 Status: § 2a Stand der BDA-Liste: 2025-06-30 Name: Maria-Hilf-Kapelle GstNr.: 915/20 |
| ja   | Datei hochladen | Bildstock HERIS-ID: 65467 Objekt-ID: 78306                                                               | bei Walther von der Vogelweide-Straße 1 Standort KG: Traiskirchen | Tabernakelbildstock auf polygonaler Säule mit Pyramidenhelm, trägt eine Inschrift laut Erlass Ferdinands III, bezeichnet 1650. | BDA-Hist.: Q38110448 Status: § 2a Stand der BDA-Liste: 2025-06-30 Name: Bildstock GstNr.: 2426 |
| ja   | Datei hochladen | Elf Grenzsteine HERIS-ID: 65469 Objekt-ID: 78310                                                         | Walther von der Vogelweide-Straße 4 Standort KG: Traiskirchen     | 11 ehemalige Grenzsteine im Süden des Stadtparks, teilweise bezeichnet mit W(ien) S(aloniki) B(ahn). | BDA-Hist.: Q38110469 Status: § 2a Stand der BDA-Liste: 2025-06-30 Name: Elf Grenzsteine GstNr.: 946/1 |
| ja   | Datei hochladen | Wohnhaus ehem. Einkehrgasthof Zur Hl. Dreifaltigkeit HERIS-ID: 50722 Objekt-ID: 55975                    | Wiener Straße 15 Standort KG: Traiskirchen                        | Lang gestreckter zweigeschoßiger Straßentrakt unter einem Walmdach. 1889–1918 zur Kaserne umgebaut, 1977 großteils abgebrochen, heute als Wohnhaus genutzt. | BDA-Hist.: Q38041834 Status: § 2a Stand der BDA-Liste: 2025-06-30 Name: Wohnhaus ehem. Einkehrgasthof Zur Hl. Dreifaltigkeit GstNr.: .216/4 Ehemaliger Einkehrgasthof Zur Hl. Dreifaltigkeit |
| ja   | Datei hochladen | Pfarrhof HERIS-ID: 50723 Objekt-ID: 55976                                                                | Wiener Straße 28-30 Standort KG: Traiskirchen                     | Zweigeschoßiger Bau nordwestlich der Kirche. 1746 errichtet, nach Beschädigungen im Zweiten Weltkrieg 1955/56 wieder aufgebaut. | BDA-Hist.: Q38041844 Status: § 2a Stand der BDA-Liste: 2025-06-30 Name: Pfarrhof GstNr.: .135, .133 Pfarrhof Traiskirchen |
| ja   | Datei hochladen | Kath. Pfarrkirche hl. Margaretha HERIS-ID: 50724 Objekt-ID: 55977                                        | Wiener Straße 28-30 Standort KG: Traiskirchen                     | Die ursprüngliche Wehrkirche wurde im Jahr 1683 im Türkenkrieg bis auf die Grundmauern zerstört. Mit Abt Gregor Müller des Stiftes Melk wurde die Kirche nach den Plänen des Architekten und Baumeisters Mathias Gerl neu errichtet und am 12. Juni 1774 durch Fürsterzbischof Kardinal Migazzi geweiht. | BDA-Hist.: Q2320520 Status: § 2a Stand der BDA-Liste: 2025-06-30 Name: Kath. Pfarrkirche hl. Margaretha GstNr.: .134 Pfarrkirche Traiskirchen |
| ja   | Datei hochladen | Pfarrhofbrücke und Wehrmauer mit Graben HERIS-ID: 65451 Objekt-ID: 78281                                 | Wiener Straße 28-30 Standort KG: Traiskirchen                     | Bogenbrücke, flankiert von Statuen der heiligen Johannes Nepomuk und Sebastian, beide am Sockel mit 1716 bezeichnet. | BDA-Hist.: Q38110348 Status: § 2a Stand der BDA-Liste: 2025-06-30 Name: Pfarrhofbrücke und Wehrmauer mit Graben GstNr.: 1011/2, 1010, 1011/1 Wehrkirchenanlage Traiskirchen |
| ja   | Datei hochladen | Wiener Neustädter Kanal HERIS-ID: 100926 Objekt-ID: 117207                                               | Standort KG: Traiskirchen                                         | Der Wiener Neustädter Kanal wurde 1803 in Betrieb genommen und bis auf 63 km erweitert. Ursprünglich war er bis Triest geplant. Teile der Trasse wurden später zu Bahnstrecken umgewandelt, so dass der Warenverkehr ab 1879 stark zurückging.                                                           | BDA-Hist.: Q64485503 Status: Bescheid Stand der BDA-Liste: 2025-06-30 Name: Wiener Neustädter Kanal GstNr.: 760/3, 760/4 Wiener Neustädter Kanal |
| ja   | Datei hochladen | 2 Tunnelportale der Südbahnstrecke Wien-Spielfeld Straß / Traiskirchener Tunnel HERIS-ID: 59447seit 2022 | Standort KG: Traiskirchen                                         | Der sogenannte Busserltunnel ist der älteste Eisenbahntunnel Österreichs. Das Nordportal trägt die lateinische Inschrift Recta sequi (‚folge der Geraden‘). Über dem Südportal ist das Jahr der Fertigstellung MDCCCXLI (‚1841‘) zu sehen.                                                               | BDA-Hist.: Q1017697 Status: Bescheid Stand der BDA-Liste: 2025-06-30 Name: 2 Tunnelportale der Südbahnstrecke Wien-Spielfeld Straß/ Traiskirchener Tunnel GstNr.: 687/13 Busserltunnel |
| ja   | Datei hochladen | Pfarrhof HERIS-ID: 65481 Objekt-ID: 78324                                                                | Badener Straße 3 Standort KG: Tribuswinkel                        | Der zweigeschoßige Pfarrhof liegt westlich der Kirche und war früher ein Wirtschaftshof und stammt im Kern aus dem 17. Jahrhundert. Erst 1937 wurde er zum Pfarrheim umgebaut. | BDA-Hist.: Q38110524 Status: § 2a Stand der BDA-Liste: 2025-06-30 Name: Pfarrhof GstNr.: .34 Pfarrhof Tribuswinkel |
| ja   | Datei hochladen | Figurenbildstock hl. Johannes Nepomuk HERIS-ID: 65500 Objekt-ID: 78343                                   | Kirchenplatz 8 Standort KG: Tribuswinkel                          | Die Statue des heiligen Johannes Nepomuk ist bezeichnet mit „1722“. | BDA-Hist.: Q38110568 Status: § 2a Stand der BDA-Liste: 2025-06-30 Name: Figurenbildstock hl. Johannes Nepomuk GstNr.: 10 |
| ja   | Datei hochladen | Bildstock Römerstein HERIS-ID: 65503 Objekt-ID: 78346                                                    | Kirchenplatz 9 Standort KG: Tribuswinkel                          | Der Römerstein vor der Pfarrkirche ist ein Rundpfeiler mit rezentem Sockel und Blendarkaden und war vermutlich eine römische Wegsäule, die später als Prangersäule verwendet wurde. | BDA-Hist.: Q38110587 Status: § 2a Stand der BDA-Liste: 2025-06-30 Name: Bildstock Römerstein GstNr.: .35 |
| ja   | Datei hochladen | Kath. Pfarrkirche hl. Wolfgang HERIS-ID: 50735 Objekt-ID: 55994                                          | Kirchenplatz 9 Standort KG: Tribuswinkel                          | Barocke Saalkirche mit Westchor; Hauptfassade mit Turmaufsatz im Osten. Nach einem Brand 1732 neu erbaut, 1967–1971 restauriert. | BDA-Hist.: Q38041899 Status: § 2a Stand der BDA-Liste: 2025-06-30 Name: Kath. Pfarrkirche hl. Wolfgang GstNr.: .35 Church Tribuswinkel |
| ja   | Datei hochladen | Schloss Tribuswinkel (und Park) HERIS-ID: 35187 Objekt-ID: 33821                                         | Traiskirchner Straße 6-10 Standort KG: Tribuswinkel               | Ein ehemaliges wehrhaftes Wasserschloss, das im Kern aus der 16./17. Jahrhundertwende stammt um im 19./20. Jahrhundert umgestaltet wurde. | BDA-Hist.: Q2799851 Status: Bescheid Stand der BDA-Liste: 2025-06-30 Name: Schloss Tribuswinkel ( und Park) GstNr.: .1, 100/1, 102, 103, 104 Schloss Tribuswinkel |
| ja   | Datei hochladen | Marienpfeiler HERIS-ID: 65501 Objekt-ID: 78344                                                           | Standort KG: Tribuswinkel                                         | Der Marienpfeiler mit der Aufschrift 1905 steht in der Ecke Kirche und Pfarrhof. Er wurde 1950 aus der Sängerhofgasse dorthin übersiedelt. Die einen hohen Sockel aufweisende Mariensäule ist der ersten Hälfte des 18. Jahrhunderts zuzurechnen.                                                        | BDA-Hist.: Q38110578 Status: § 2a Stand der BDA-Liste: 2025-06-30 Name: Marienpfeiler GstNr.: .34 |
| ja   | Datei hochladen | Wiener Neustädter Kanal HERIS-ID: 100933 Objekt-ID: 117214                                               | Standort KG: Tribuswinkel                                         | Der Wiener Neustädter Kanal wurde 1803 in Betrieb genommen und bis auf 63 km erweitert. Ursprünglich war er bis Triest geplant. Teile der Trasse wurden später zu Bahnstrecken umgewandelt, so dass der Warenverkehr ab 1879 stark zurückging.                                                           | BDA-Hist.: Q64485505 Status: Bescheid Stand der BDA-Liste: 2025-06-30 Name: Wiener Neustädter Kanal GstNr.: 160/1, 160/6, 160/7, 344/1, 345, 350, 351/1, 404/3, 404/4, 494/1, 495, 543/1, 543/2, 543/3, 543/15, 543/16, 543/22, 543/24, 543/26, 544/1, 544/5, 544/13, 544/15, 544/16, 544/23, 544/25, 544/27, 544/40, 544/45, 1425/1, 1425/2, .85/3 Wiener Neustädter Kanal |
| ja   | Datei hochladen | Flur-/Wegkapelle HERIS-ID: 65541 Objekt-ID: 78386                                                        | Georg Skrianz-Platz Standort KG: Wienersdorf                      | Kapelle mit Rundbogennische unter Blendgiebel und Satteldach, 19. Jahrhundert. | BDA-Hist.: Q38110694 Status: § 2a Stand der BDA-Liste: 2025-06-30 Name: Flur-/Wegkapelle GstNr.: 333/28 |
| ja   | Datei hochladen | Ehem. Freihof bzw. Herrschaftshaus, ehem. Malzfabrik HERIS-ID: 64297 Objekt-ID: 77004                    | Wienersdorfer Hauptstraße 7 Standort KG: Wienersdorf              | Langgestreckter eingeschoßiger Bau vom Ende des 19. Jahrhunderts, zweigeschoßiger Turm mit Rundbogenportal vom Ende des 16. Jahrhunderts. Heute ungenutzt. | BDA-Hist.: Q38106519 Status: Bescheid Stand der BDA-Liste: 2025-06-30 Name: Ehem. Freihof bzw. Herrschaftshaus, ehem. Malzfabrik GstNr.: 53/4 |